# ヴェファSK
ヴェファ・スポル・クリュビュ（Vefa Spor Kulübü）は、トルコのイスタンブール・ヴェファをホームタウンとするスポーツクラブ、サッカークラブである。

## 歴史
クラブは1908年に創設され、サッカー以外に陸上競技、スカウト運動、ボート競技などの部門が存在した。クラブカラーは緑と白。
1959年に全国リーグのミッリー・リグが創立されるまではイスタンブールのリーグで活動し、ミッリー・リグ初年度は3位になった。1970年代になるとイスタンブールの大部分の人々がガラタサライSK、フェネルバフチェSK、ベシクタシュJKを好むようになり、ヴェファSKは対抗できなかった。1973-74シーズンに2部に降格した。1986-87シーズンに2部から降格、1993-94シーズンに3部から降格した。アマチュアリーグ所属の2017年までにトップディビジョンのスュペル・リグに通算14シーズン所属した。